# Amt Willstätt

Wappen der Herrschaft Lichtenberg

Wappen der Grafschaft Zweibrücken-Bitsch

Wappen der Grafschaft Hanau-Lichtenberg seit 1606

Wappen der Landgrafschaft Hessen-Darmstadt

Wappen des Kurfürstentums Baden

Das Amt Willstätt war ein Amt der Herrschaft Lichtenberg, später der Grafschaft Hanau-Lichtenberg, von der es an die Landgrafschaft Hessen-Darmstadt und von dieser an das Kurfürstentum Baden überging.

## Geschichte

### Lichtenberg
Um 1330 kam es zu einer ersten Landesteilung zwischen Johann II. von Lichtenberg, aus der älteren Linie des Hauses Lichtenberg, und Ludwig III. von Lichtenberg. Diese Landesteilung war Anlass für eine neue interne Organisation der Herrschaft Lichtenberg, bei der unter anderem das Amt Willstätt geschaffen wurde. Es fasste im Wesentlichen die rechtsrheinischen Orte der Herrschaft zusammen, die an die ältere Linie fielen. Die rechtsrheinischen Orte, die – nach einer zweiten Landesteilung 1335 – letztendlich bei der jüngeren Linie des Hauses Lichtenberg verblieben, wurden im Amt Lichtenau zusammengefasst.

### Hanau-Lichtenberg
Anna von Lichtenberg (* 1442; † 1474), eine von zwei Erbtöchtern und Tochter von Ludwig V. von Lichtenberg (* 1417; † 1474) heiratete 1458 den Grafen Philipp I. den Älteren von Hanau-Babenhausen (* 1417; † 1480), der eine kleine Sekundogenitur aus dem Bestand der Grafschaft Hanau erhalten hatte, um sie heiraten zu können. Durch die Heirat entstand die Grafschaft Hanau-Lichtenberg. Nach dem Tod des letzten Lichtenbergers, Jakob von Lichtenberg, eines Onkels von Anna, erhielt Philipp I. d. Ä. 1480 die Hälfte der Herrschaft Lichtenberg, die andere Hälfte gelangte an seinen Schwager, Simon IV. Wecker von Zweibrücken-Bitsch. Das Amt Willstätt wurde dabei zu einem Kondominat, in dem die beiden Herrschaftsträger sich Besitz und Macht teilten.
Unter der Regierung von Graf Philipp III. von Hanau-Lichtenberg kam es dann zu einer Realteilung: Willstätt kam ganz zu Hanau-Lichtenberg. Dagegen gelangte das Amt Brumath, das ebenfalls aus dem Lichtenberger Erbe stammte und ein Kondominat zwischen beiden Häusern war, ganz an Zweibrücken-Bitsch.

### Hessen-Darmstadt
Nach dem Tod des letzten Hanauer Grafen, Johann Reinhard III. 1736, fiel das Erbe – und damit auch das Amt Willstätt – an den Sohn seiner einzigen Tochter, Charlotte von Hanau-Lichtenberg, Landgraf Ludwig (IX.) von Hessen-Darmstadt. Mit dem Reichsdeputationshauptschluss wurde das Amt 1803 dem neu gebildeten Kurfürstentum Baden zugeordnet. Die neue Herrschaft von Kurfürst Karl Friedrich von Baden errichtete auch eine neue Verwaltungsstruktur.

## Bestandteile

### Gemeinden
| Ort                                  | Herkunft                        | Recht                            | Anmerkung |
| ------------------------------------ | ------------------------------- | -------------------------------- | --- |
| Altsand                              | unbekannt                       | Allod                            | Später mit Neusand zu Sand vereinigt                                                                                           |
| Auenheim                             | Erstbelehnung 1274              | Lehen des Bischofs von Straßburg | |
| Bolshurst (Bolsenhurst, Bolzenhurst) | unbekannt                       | Allod                            | Im 18. Jahrhundert mit Legelshurst vereinigt                                                                                   |
| Dachshurst                           | unbekannt                       | Allod                            | Evtl. nur ein Hof; im 17. Jh.: Wüstung                                                                                         |
| Eckartsweier                         | unbekannt                       | Allod                            | |
| Hesselhurst                          | unbekannt                       | Allod                            | Vorübergehend wohl mit Eckartsweier verschmolzen, 1748 wieder ausgegliedert                                                    |
| Hiltrachtshofen                      |                                 |                                  | Wüstung |
| Hofhurst                             |                                 |                                  | Wüstung |
| Hohnhurst (Hohenhurst)               | Erstbelehnung 1274              | Lehen des Bischofs von Straßburg | Nach Eyer nur ein Hof, nach Knöpp Teil von Eckartsweier, später wüst gefallen                                                  |
| Hundsfeld                            | Erstbelehnung 1274              | Lehen des Bischofs von Straßburg | Wüstung |
| Kittersburg                          | unbekannt                       | Allod, ¼ zu Hanau-Lichtenberg    | Mitte des 15. Jhs. Bestandteil des Amtes, nicht mehr am Ende des 18. Jhs.                                                      |
| Kork                                 | Erstbelehnung 1274              | Lehen des Bischofs von Straßburg | |
| Legelshurst                          | unbekannt                       | Allod                            | |
| Marlen (Marlenheim)                  | 1337 als Mitgift von Geroldseck |                                  | Mitte des 15. Jhs. Bestandteil des Amtes, nicht mehr am Ende des 18. Jhs. Evtl. handelte es sich auch nur um Besitz in Marlen. |
| Neumühl                              | Erstbelehnung 1274              | Lehen des Bischofs von Straßburg | |
| Neusand                              | unbekannt                       | Lehen des Bischofs von Straßburg | Später mit Altsand zu Sand vereinigt                                                                                           |
| Nulende                              | Erstbelehnung 1274              | Lehen des Bischofs von Straßburg | Mitte 15. Jh. Bestandteil des Amtes, später wüst gefallen                                                                      |
| Odelshofen                           | unbekannt                       | Allod                            | Gehörte zu Kork. |
| Querbach                             |                                 |                                  | Gehörte zu Kork und vor 1736 zum Amt Lichtenau                                                                                 |
| Sand                                 | unbekannt                       |                                  | Das Dorf entstand durch das Zusammenwachsen von Altsand und Neusand.                                                           |
| Schweighausen                        |                                 |                                  | Wüstung |
| Sitzenhofen                          | unbekannt                       | Allod                            | Wüstung |
| Willstätt (Burg und Dorf)            | Erstbelehnung 1274              | Lehen des Bischofs von Straßburg | |

### Weitere Bestandteile
Zum Amt Willstätt gehörten weiter:
- Eichenhoffen, Einzelhof, im 18. Jh. eine Wüstung.[15]
- Schönhurst, Einzelhof[7], später Wüstung[13]
- Rheinzoll[11]
- Geleitrecht (Reichslehen)[11]